# RUSZIA Petroleum
A RUSZIA Petroleum (oroszul: РУСИА Петролеум) egy oroszországi gázkitermelő energetikai vállalat. Nyílt részvénytársasági formában működik. Székhelye Irkutszkban van, képviselettel rendelkezik Moszkvában és Pekingben.
1992-ben alapították a koviktai gázmező kitermelésére, melyre a cég 1993-ban koncessziós jogot kapott. A vállalat nevét az Irkutszki terület legnagyobb városainak (Raduzsnij, Uszolje-Szibirszkoje, Szajanszk, Irkutszk, Angraszk) kezdőbetűiből alkották.  A vállalat fő részvényesei az alapításkor a TNK-BP (62,42%), az Interrosz (25,82%), az Irkutszki területi adminisztráció (10,78%) voltak.
A vállalat 2007 elejéig 405 millió USD-t fektetett a gázmező feltárásába. Az ipari méretű gázkitermelés azonban máig nem kezdődhetett meg, mert a projektben ellenérdekelt orosz állami gázipari monopólium, a Gazprom megtagadta vezetékeinek használatát a kitermelt földgáz elszállítására. Az orosz állam viszont a kitermelés késlekedése miatt a gázmezőre vonatkozó koncesszió megvonásával fenyegette meg a RUSZIA-t. Ilyen körülmények között a TNK-BP 2007 közepén kb. 600–900 millió USD-s áron eladta a RUSZIA-ban meglévő részesedését a Gazpromnak, azzal, hogy egy évig opciós joga van 25%-nyi plusz egy darab részvény visszavásárlására.

## Külső hivatkozások
- A RUSZIA Petroleum honlapja
- A TNK-BP honlapja